# Call of Juarez (computerspelserie)
Call of Juarez is een serie computerspellen ontwikkeld door het Poolse Techland en uitgegeven door Ubisoft. Er waren een maand na de release van het recentste spel, Call of Juarez: Gunslinger, meer dan drie miljoen exemplaren van de serie verkocht.

## Spellen
| Titel                          | Release (in Europa)                              | Platform                         |
| ------------------------------ | ------------------------------------------------ | -------------------------------- |
| Call of Juarez                 | 15 september 2006 (Win) 29 juni 2007 (X360)      | Windows, Xbox 360                |
| Call of Juarez: Bound in Blood | 3 juli 2009                                      | PlayStation 3, Windows, Xbox 360 |
| Call of Juarez: The Cartel     | 22 juli 2011 (PS3, X360) 16 september 2011 (Win) | PlayStation 3, Windows, Xbox 360 |
| Call of Juarez: Gunslinger     | 22 mei 2013                                      | PlayStation 3, Windows, Xbox 360 |

Call of Juarez · Bound in Blood · The Cartel · Gunslinger